# Harta minții
Harta minții (engleză mind map, mind mapping, franceză Carte heuristique, carte mentale) este o reprezentare grafică de idei, sub formă arborescentă, cu „ramuri” radiale, care pornesc de la un subiect unic, principal, înscris în mijlocul unei pagini albe. În dicționarul Grand dictionnaire terminologique (Marele dicționar terminologic), elaborat de Office québécois de la langue française se definește astfel termenul cognitive map (mind map): „Harta minții este o reprezentare grafică a concepției mintale care permite să se structureze gândirea și ideile proprii, referitoare la un obiect particular.”
Ideile principale „sunt emise” de la subiectul central, în toate direcțiile, similar cu spițele unei roți, iar idei asemănătoare se ramifică din aceste „ramuri”. Graficul utilizează imagini și simboluri, cuvinte, linii, săgeți, fonturi de text variate, de diferite mărimi, diferite culori. Harta minții este o marcă înregistrată de Organization Buzan (Organizația Buzan). Formalizarea  Mind Map a fost efectuată de psihologul și personalitatea TV Tony Buzan, care a introdus termenul „mind map”, pentru prima dată, la BBC TV. Tony Buzan a explicat tehnica grafică a Hărții Minții în articolul What is a Mind Map
Este o schemă multidimensională, în contrast cu schemele realizate tradițional care folosesc doar linii. Utilizatorul poate observa pe ansamblu ideile-cheie și legăturile dintre aceste idei, apoi se pot examina mai atent secțiunile specifice, pentru a înțelege detaliile mai bine. Acest instrument de stimulare a creativității este util oricând este necesară o gândire clară, învățare sau implicarea memoriei. Hărțile minții sunt diagrame conceptuale care pot fi utilizate pentru a genera, a vizualiza și a clasifica ideile  asupra unui subiect. Pot fi folosite în învățământ și în mediile de afaceri.

## Procedura pentru desfășurarea Hărții Minții
Se recomandă următoarea procedură:
- Se folosește o foaie gen flipchart pentru a vizualiza orientarea asupra subiectului propus sau se folosește o tablă de scris.
- Se clarifică subiectul Hărții Minții. Se desenează o imagine neîncadrată a subiectului în mijlocul suprafeței de lucru. Se recomandă utilizarea unei imagini sau a unui desen pentru subiectul central deoarece „o imagine valorează cât o mie de cuvinte.”
- Se adaugă „ramuri” mai groase și ondulate care se ramifică din imaginea centrală. Se etichetează fiecare „ramură” cu o idee principală care este imediat asociată cu imaginea centrală. Se evită fraze, utilizând numai cuvinte-cheie sau concepte-cheie.
- Se continuă să se deseneze „crengi” care se ramifică din ramurile mai groase, pentru a pune în evidență alte idei și detalii asociate. Ramurile sau liniile devin mai subțiri, pe măsură ce ele radiază mai departe de subiectul central
- Se folosesc la alegere în construirea Hărții: imagini, simboluri, culori și grosimi diferite, stiluri de scriere, linii sau săgeți. Diferitele culori au scopul stimulării vizuale sau grupării ideilor.
- Atunci când Harta Minții este terminată, se trece la reorganizarea, editarea și mărirea hărții.

## Utilizări
S-au întreprins numeroase utilizări/aplicații ale acestui instrument de sistematizare a ideilor:
- Luare de notițe în timp real, de exemplu pentru sistematizarea unor cursuri sau conferințe;
- Organizarea și structurarea informațiilor;
- Analizarea și sintetizarea propriilor documente, articole sau cărți;
- Servește  ca tehnică de memorizare (mnemotehnică), de învățare pe termen lung;

În cazul aplicării Hărții Minții în echipă se poate aplica pentru:
- crearea unei viziuni colective și participative;
- vizualizarea proceselor de decizie;
- rezolvarea problemelor în echipă;
- elaborarea de rapoarte și dări de seamă în timp real;
- co-pilotare de proiecte împreună cu colaboratori (în managementul proiectelor).